# Williams Tower
Williams Tower
Williams Tower (anteriormente chamada de Transco Building) é um arranha-céu de 64 andares de 275 m (901 ft) de altura, localizado em Houston, Texas. A torre está entre os edifícios mais visíveis de Houston e é o 4º mais alto do Texas, o 33º mais alto dos Estados Unidos e o 231º maior edifício do mundo. A Williams Tower é o maior edifício de Houston, fora do centro de Houston, e, no momento da construção, foi considerado o arranha-céu mais alto do mundo fora de um distrito central de negócios. O edifício começou a ser construído em 1981 e foi concluído em 1982.

## História

### Projeto
Gerald D. Hines contratou os arquitetos John Burgee e Philip Johnson para projetar o edifício, em associação com os arquitetos Morris-Aubry de Houston (agora conhecidos como Morris Architects).

### Nomeação
O edifício foi nomeado Transco Tower após o seu primeiro inquilino, a Transco Energy Co. A Transco Energy Co. fundiu-se com as Williams Companies em 1995, e em 1999 o nome do edifício foi alterado para Williams Tower.

### Hines
Em 2008, a Hines REIT Properties LP, uma afiliada da Hines Real Estate Investment Trust Inc., comprou a Williams Tower por US$ 271,5 milhões da Transco Tower Ltd., uma parceria composta por investidores do Kuwait representados pela Fosterlane Management Corp., com sede em Atlanta. O prédio foi oferecido junto com uma garagem, um trilho de 2,3 hectares (0,93 ha) em frente à Williams Tower e uma participação de 48% no Williams Waterwall (agora chamado de Gerald D. Hines Waterwall Park) e os parques arredores; Antes dessa transação, a Hines já possuía os outros 52% da Williams Waterwall.

### Furacão
Na manhã de 13 de setembro de 2008, durante o furacão Ike, o topo da torre foi danificada e muitas janelas foram quebradas. Sofreu mais de US$ 3,5 milhões em danos causados pelo vento. Doze dos 49 elevadores foram danificados, a maioria por danos causados pela água devido as falhas do telhado e outros devido ao balanço extremo do edifício.

### Venda
A Hines Real Estate Investment Trust Inc. colocou a Williams Tower à venda em agosto de 2012, vendendo para a subsidiária da Invesco Ltd., Invesco Advisers Inc. por US$ 412 milhões em março de 2013.

### Suicídio
Em dezembro de 2002, Ryan John Hartley subiu a torre e pulou, resultando em sua morte, que foi constatado como suicídio.

## Principais inquilinos
O prédio foi originalmente nomeado por seu principal inquilino, a Transco Energy Co., agora parte das Williams Companies, o atual homônimo da torre. A torre também serve como sede da empresa Hines Interests. Outros principais inquilinos incluem:
- Quanta Services
- Rowan Companies
- Cadence Bancorp